# Linda Villumsen
Linda Melanie Villumsen Serup (Herning, 9 aprile 1985) è un'ex ciclista su strada danese naturalizzata neozelandese. Attiva tra le Elite dal 2005 al 2018, è stata campionessa del mondo 2015 nella cronometro individuale, oltre che argento di specialità nel 2011 e nel 2013 e bronzo nel 2009, 2010 e 2012.

## Carriera
Dopo aver cominciato a gareggiare nel 1996, passò professionista nel 2005 con la formazione olandese Buitenpoort-Flexpoint Team. Durante questa prima stagione concluse al secondo posto il Ronde van Drenthe. L'anno successivo vinse le prove in linea ed a cronometro dei campionati danesi su strada, i Campionati europei Under-23 a cronometro e la Route de France.
Nel 2007 passò alla T-Mobile Women: vinse per la seconda volta i Campionati europei Under-23 a cronometro e nel 2008 i due titoli nazionali. Rappresentò poi la Danimarca ai Giochi olimpici di Pechino, chiudendo al quinto posto la corsa in linea.
Alla fine di dicembre del 2009 ha preso la nazionalità neozelandese. Il primo risultato conseguito con i nuovi colori è stato il terzo posto nel campionato nazionale a cronometro. Nel 2010 è stata medaglia d'argento a cronometro ai Giochi del Commonwealth tenutisi a Delhi, nonché, per la seconda volta, medaglia di bronzo, sempre nella prova a cronometro, ai campionati del mondo.

## Palmarès
- 2006

Omloop der Kempen
1ª tappa Ster Zeeuwsche Eilanden
Campionati danesi, prova a cronometro
Campionati danesi, prova in linea
Campionati europei, prova a cronometro Under-23
Classifica generale Route de France
- 2007

6ª tappa Tour de l'Aude
Campionati europei, prova a cronometro Under-23
- 2008

Campionati danesi, prova a cronometro
Campionati danesi, prova in linea
1ª tappa Giro della Toscana-Memorial Fanini
- 2009

Gran Premio Comuni di Santa Luce e Castellina Marittima
Prologo Tour de l'Aude
1ª tappa Ster Zeeuwsche Eilanden
Campionati danesi, prova a cronometro
Campionati danesi, prova in linea
3ª tappa Thüringen Rundfahrt
Classifica generale Thüringen Rundfahrt
- 2012

5ª tappa Tour of New Zealand
3ª tappa Emakumeen Bira (Orduña > Orduña)
2ª tappa, 2ª semitappa Giro del Trentino
Classifica generale Giro del Trentino
- 2013

Campionati neozelandesi, prova a cronometro
7ª tappa Route de France
Classifica generale Route de France
Prologo Tour de l'Ardèche
- 2014

Giochi del Commonwealth, prova a cronometro
2ª tappa Tour de l'Ardèche (Valvignères > Alba-la-Romaine)
Classifica generale Tour de l'Ardèche
- 2015

Campionati neozelandesi, prova in linea
Campionati del mondo, prova a cronometro
- 2016

1ª tappa Joe Martin Stage Race (Devil's Den State Park, cronometro)

### Altri successi
- 2005

Alblasserdam (Criterium)
4ª tappa, 2ª semitappa Holland Tour (cronosquadre)
- 2006

Grand Prix Sankomij Veldhoven (Criterium)
4ª tappa, 2ª semitappa Route de France (cronosquadre)
- 2008

1ª tappa Giro della Toscana-Memorial Fanini (cronosquadre)
- 2010

1ª tappa Giro della Toscana-Memorial Fanini (cronosquadre)

## Piazzamenti

### Competizioni mondiali
- Campionati del mondo

Verona 2004 - In linea Elite: 25ª
Madrid 2005 - Cronometro: 29ª
Madrid 2005 - In linea: 41ª
Salisburgo 2006 - Cronometro: 14ª
Salisburgo 2006 - In linea: 36ª
Varese 2008 - Cronometro: 10ª
Varese 2008 - In linea: 13ª
Mendrisio 2009 - Cronometro: 3ª
Mendrisio 2009 - In linea: 16ª
Melbourne 2010 - Cronometro: 3ª
Melbourne 2010 - In linea: 19ª
Copenaghen 2011 - Cronometro: 2ª
Copenaghen 2011 - In linea: 111ª
Limburgo 2012 - Cronosquadre: 2ª
Limburgo 2012 - Cronometro: 3ª
Limburgo 2012 - In linea: 7ª
Toscana 2013 - Cronosquadre: 6ª
Toscana 2013 - Cronometro: 2ª
Toscana 2013 - In linea: 6ª
Ponferrada 2014 - Cronometro: 9ª
Ponferrada 2014 - In linea: 8ª
Richmond 2015 - Cronosquadre: 6ª
Richmond 2015 - Cronometro: vincitrice
Richmond 2015 - In linea: 22ª
Bergen 2017 - Cronosquadre: 5ª
Bergen 2017 - Cronometro: 6ª
Bergen 2017 - In linea: 21ª
- Giochi olimpici

Pechino 2008 - In linea: 5ª
Pechino 2008 - Cronometro: 13ª
Londra 2012 - In linea: 18ª
Londra 2012 - Cronometro: 4ª
Rio de Janeiro 2016 - In linea: 23ª
Rio de Janeiro 2016 - Cronometro: 6ª